# 1 iunie
ianuarie • februarie • martie  • aprilie  • mai  • iunie  • iulie  • august  • septembrie  • octombrie  • noiembrie  • decembrie
1 iunie este a 152-a zi a calendarului gregorian și ziua a 153-a în anii bisecți. Mai sunt 213 zile până la sfârșitul anului.

## Evenimente

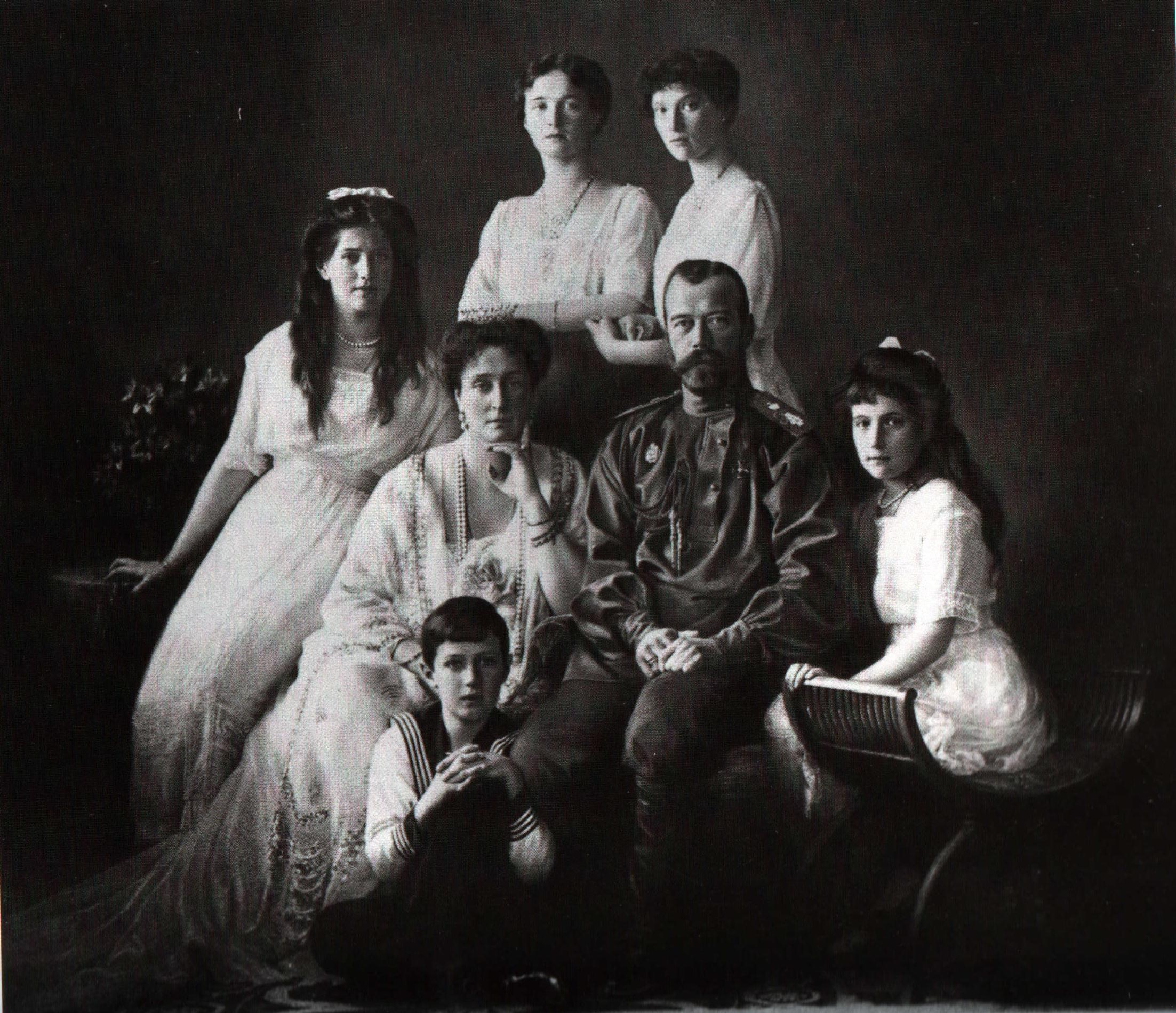
1914: Are loc, la Constanța, vizita oficială a Țarului Nicolae al II-lea, împreună cu ceilalți membri ai familiei imperiale ruse. Aceasta va fi ultima lor vizită în afara Rusiei, înainte de asasinarea lor de către bolșevici din anul 1918.

- 0193: Împăratul roman Marcus Didius este asasinat în palatul său.
- 1475: Prima mențiune documentară a orașului Craiova.
- 1533: Anne Boleyn a fost încoronată regină a Angliei printr-o fastuoasă ceremonie la Westminster Abbey.
- 1910: Membrii expediției către Polul Sud, conduși de Robert Falcon Scott, părăsesc Anglia.
- 1914: Are loc, la Constanța, vizita oficială a Țarului Nicolae al II-lea, împreună cu ceilalți membri ai familiei imperiale ruse. Au fost întâmpinați de familia Regală și de personalități politice române. Aceasta va fi ultima lor vizită înafara Rusiei, înainte de asasinarea lor de către bolșevici din anul 1918.
- 1937: Se desființează Universitatea Săsească, unitate politică și administrativă a sașilor transilvăneni ce a activat din 1876 ca fundație.
- 1939: Alegeri parlamentare în România, în urma cărora Frontul Renașterii Naționale - care prezentase liste unice, fără contracandidați - obține toate locurile în Adunarea Deputaților și în Senat.
- 1941: Al Doilea Război Mondial: Creta capitulează în fața Germaniei.
- 1945: Autoritățile române înființează Universitatea Bolyai din Cluj, cu predare în limba maghiară, pentru a arăta bunăvoință în perspectiva Tratatului de Pace din 1947.
- 1946: Sunt executați la Jilava, Mareșalul Ion Antonescu, împreună cu Mihai Antonescu, Constantin Z. Vasiliu și Gheorghe Alexianu, în urma condamnării la moarte de instanța "Tribunalului Poporului".
- 1949: S-a inaugurat Teatrul de Stat din Reșița cu piesa „Cumpăna", de Lucia Demetrius.
- 1957: S-a înființat, la București, Muzeul Literaturii Române. A fost fondat de către criticul și istoricul literar Perpessicius, care a fost și primul director al instituției.
- 1957: Televiziunea Română a transmis prima emisiune pentru copii de la Teatrul Țăndărică din București.
- 1967: The Beatles lansează albumul Sgt. Pepper's Lonely Hearts Club Band.
- 1980: Postul de televiziune american, „Cable News Network" (CNN), a efectuat prima transmisie.
- 2004: Adunarea Generală al ONU, declară anul 2005, ca An Internațional al Fizicii, în amintirea împlinirii a 100 de ani de la publicarea celebrelor lucrări ale lui Albert Einstein.
- 2009: Un Airbus A 330, aparținând companiei Air France, a dispărut deasupra Oceanului Atlantic. Au fost 228 de victime, iar cutia neagră a fost găsită după 23 de luni de căutări.

## Nașteri

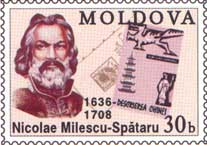
Nicolae Milescu-Spătarul, scriitor memorialist, teolog și diplomat român
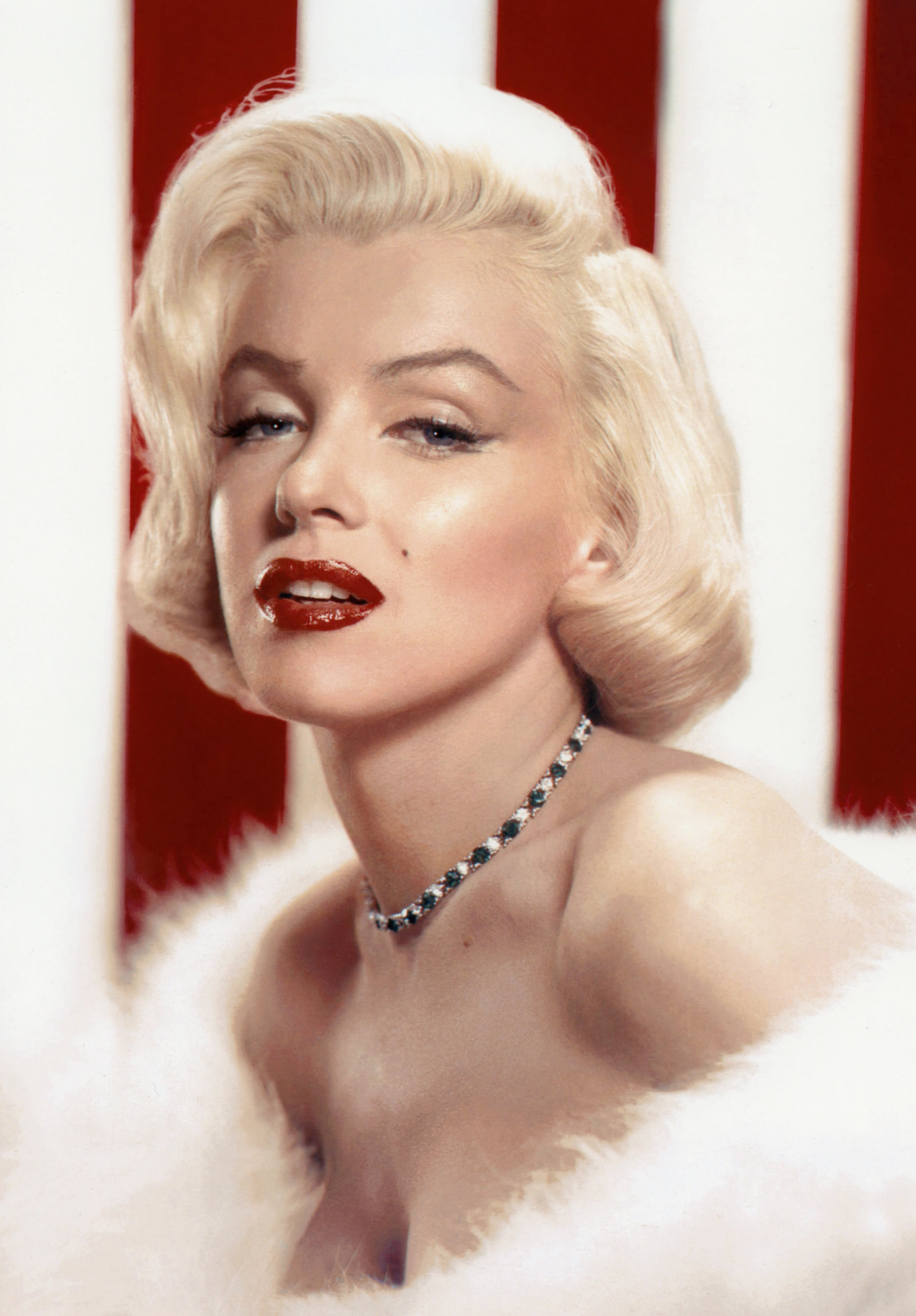
Marilyn Monroe, actriță, model și cântăreață americană
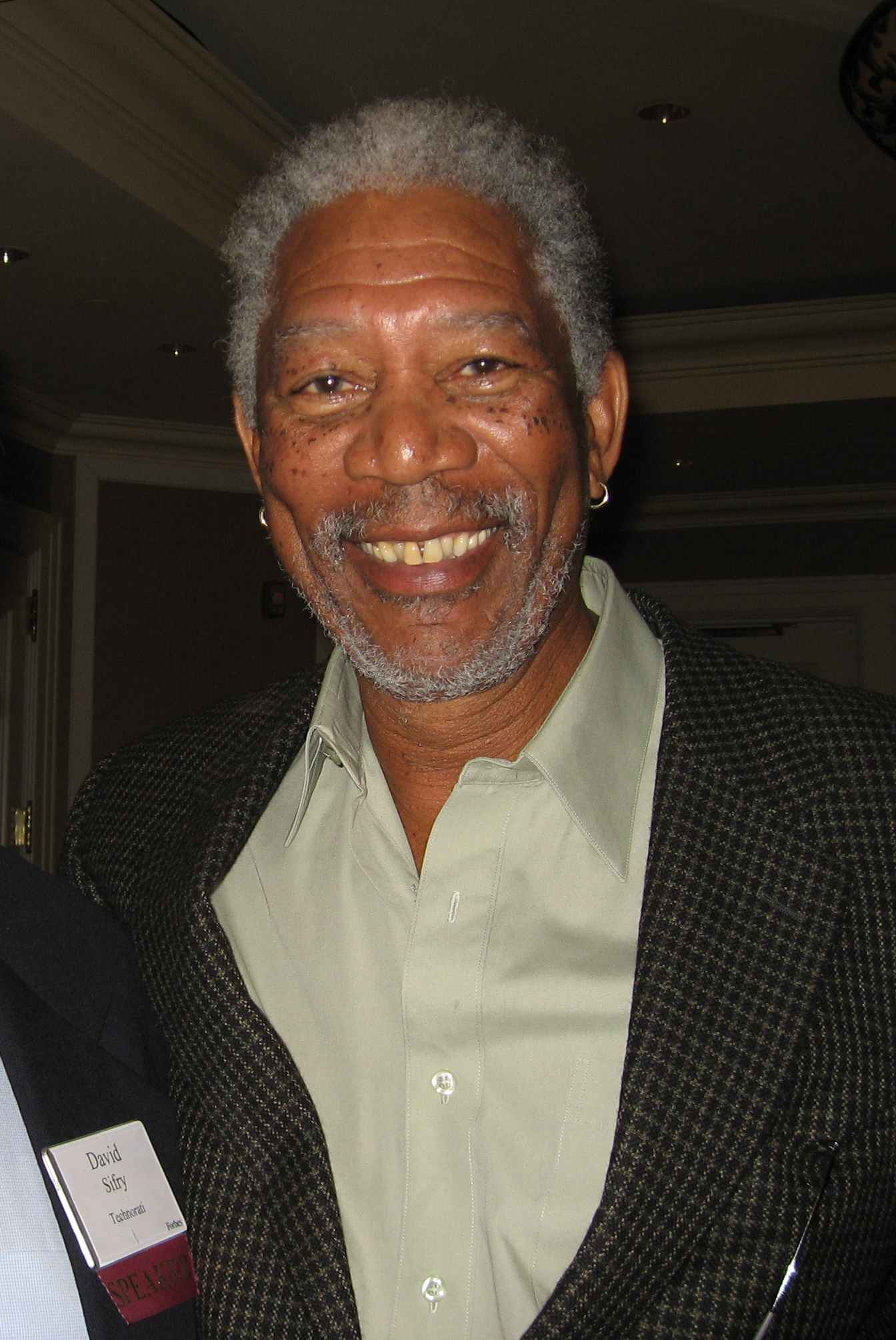
Morgan Freeman, actor, regizor de film și narator american
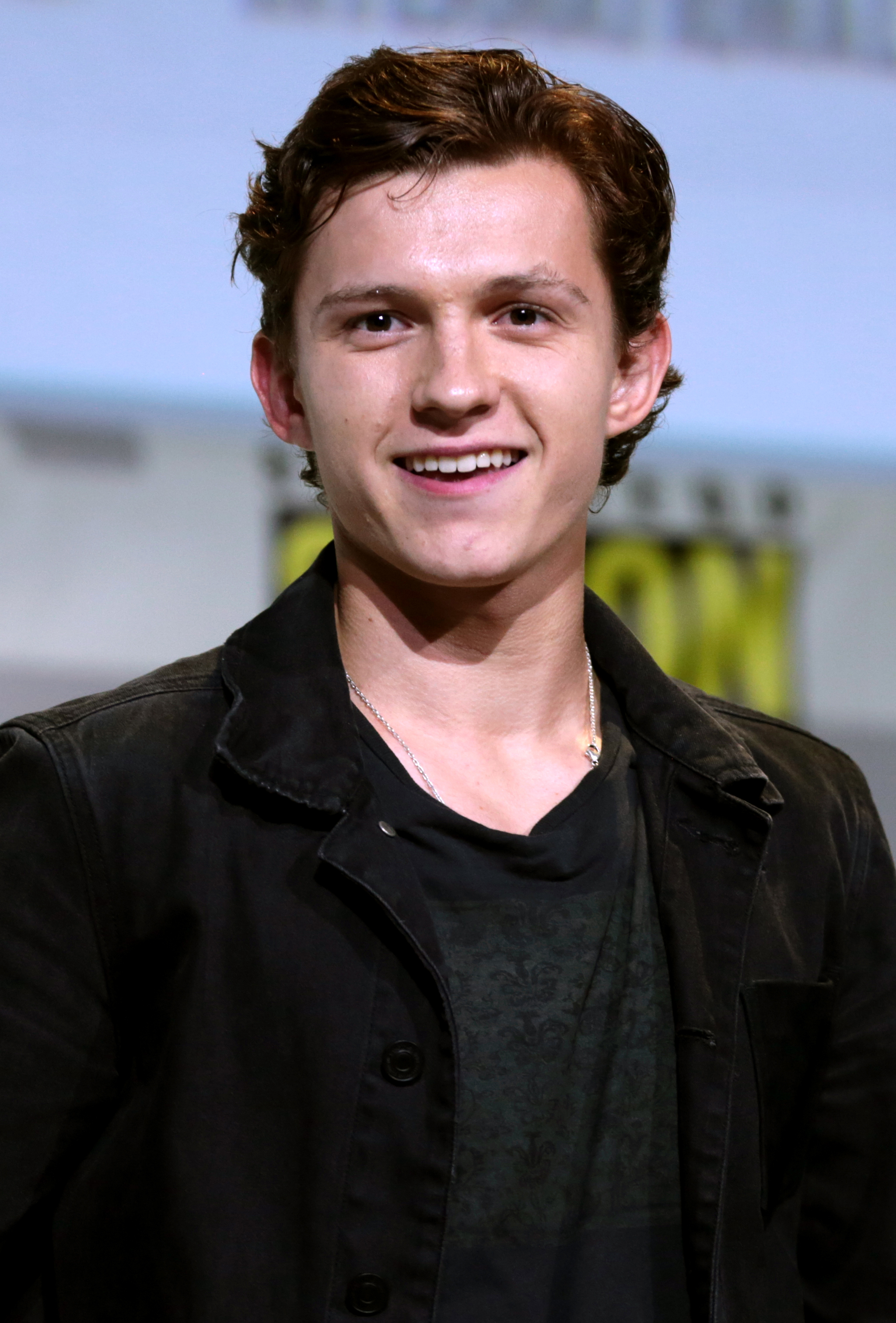
Tom Holland, actor britanic

- 1636: Nicolae Milescu Spătarul, scriitor memorialist, teolog și diplomat român (d. 1708)
- 1796: Nicolas Léonard Sadi Carnot, fizician francez (d. 1832)
- 1926: Marilyn Monroe, actriță, model și cântăreață americană (d. 1962)
- 1926: Andy Griffith, actor american (d. 2012)
- 1930: Erich Bergel, dirijor german, născut în România (d. 1998)
- 1932: Alexandru Lulescu, actor român (d. 2022)
- 1937: Morgan Freeman, actor, regizor de film și narator american
- 1944: Robert Powell, actor englez de film și televiziune
- 1947: Patrick Grainville, scriitor francez
- 1952: Mihaela Loghin, atletă română
- 1956: Mircea Cărtărescu, scriitor român
- 1957: Félix Moloua, politician din Republica Centrafricană, care ocupă funcția de prim-ministru
- 1959: Martin Brundle, pilot englez de Formula 1
- 1960: Elena Muhina, gimnastă rusă (d. 2006)
- 1961: Evgheni Prigojin, oligarh rus (d. 2023)
- 1962: Adriean Videanu, politician român
- 1968: Jason Donovan, actor australian
- 1969: Marian Ivan, fotbalist român
- 1971: Monica Anghel, actriță, prezentatoare de radio și cântăreață română de muzică ușoară
- 1973: Adam Garcia, actor australian
- 1973: Heidi Klum, fotomodel, designer de modă, femeie de afaceri, prezentatoare de televiziune și actriță germană
- 1974: Alanis Morissette, interpretă canadiană de muzică ușoară
- 1977: Sarah Wayne Callies, actriță americană
- 1981: Amy Schumer, actriță americană
- 1982: Justine Henin, jucătoare belgiană de tenis
- 1984: Jean Beausejour, jucător chilian de fotbal
- 1985: Alina l'Ami, jucătoare de șah română
- 1988: Javier Hernández Balcázar, jucător mexican de fotbal
- 1996: Tom Holland, actor britanic

## Decese

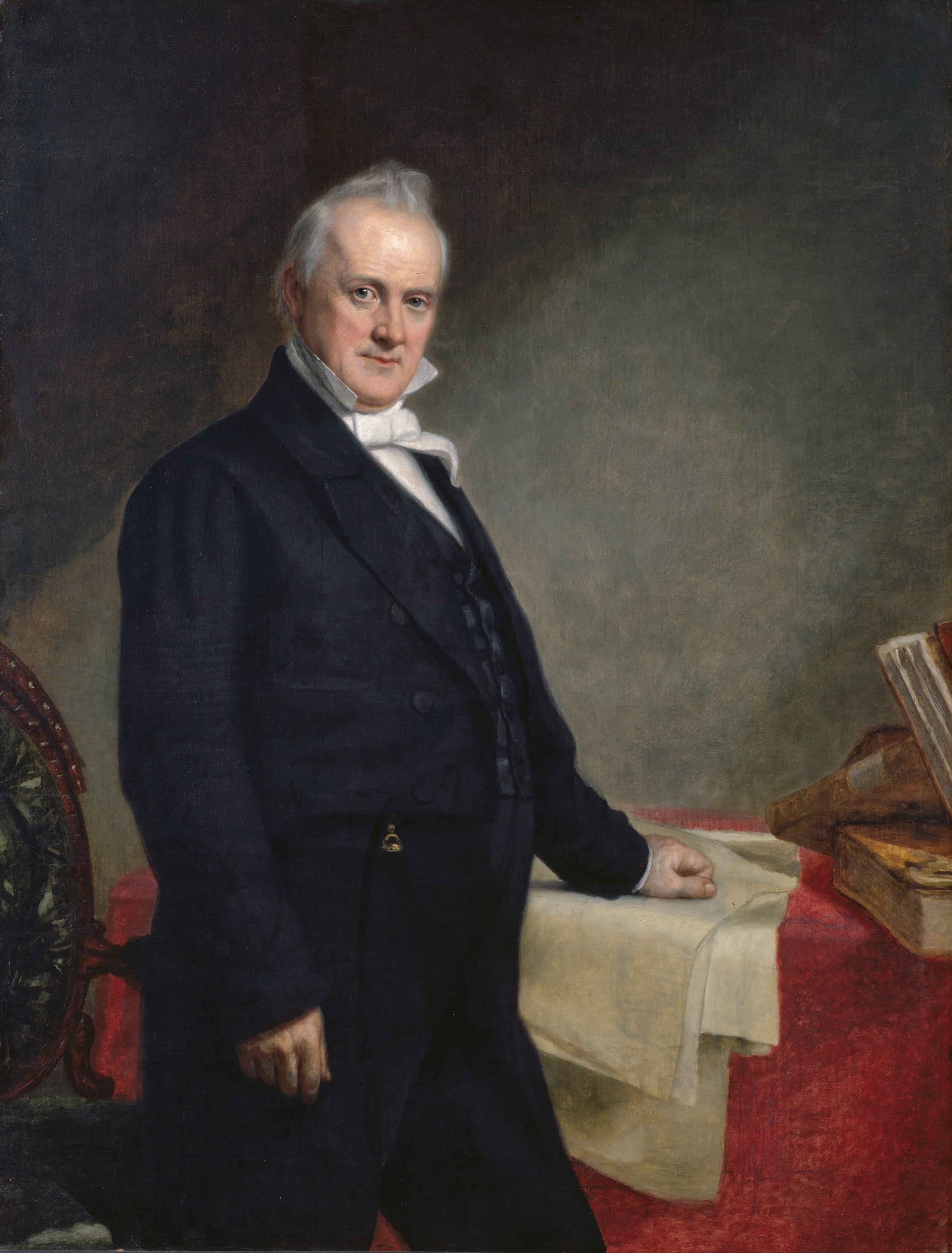
James Buchanan, politician american, al 15-lea președinte al Statelor Unite ale Americii
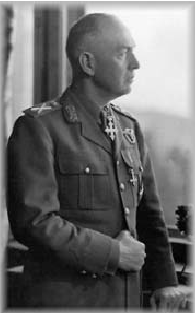
Ion Antonescu, mareșal, prim-ministru și lider al României în timpul celui de-Al Doilea Război Mondial
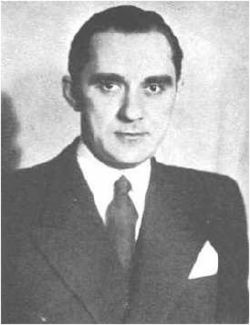
Mihai Antonescu, avocat și politician român
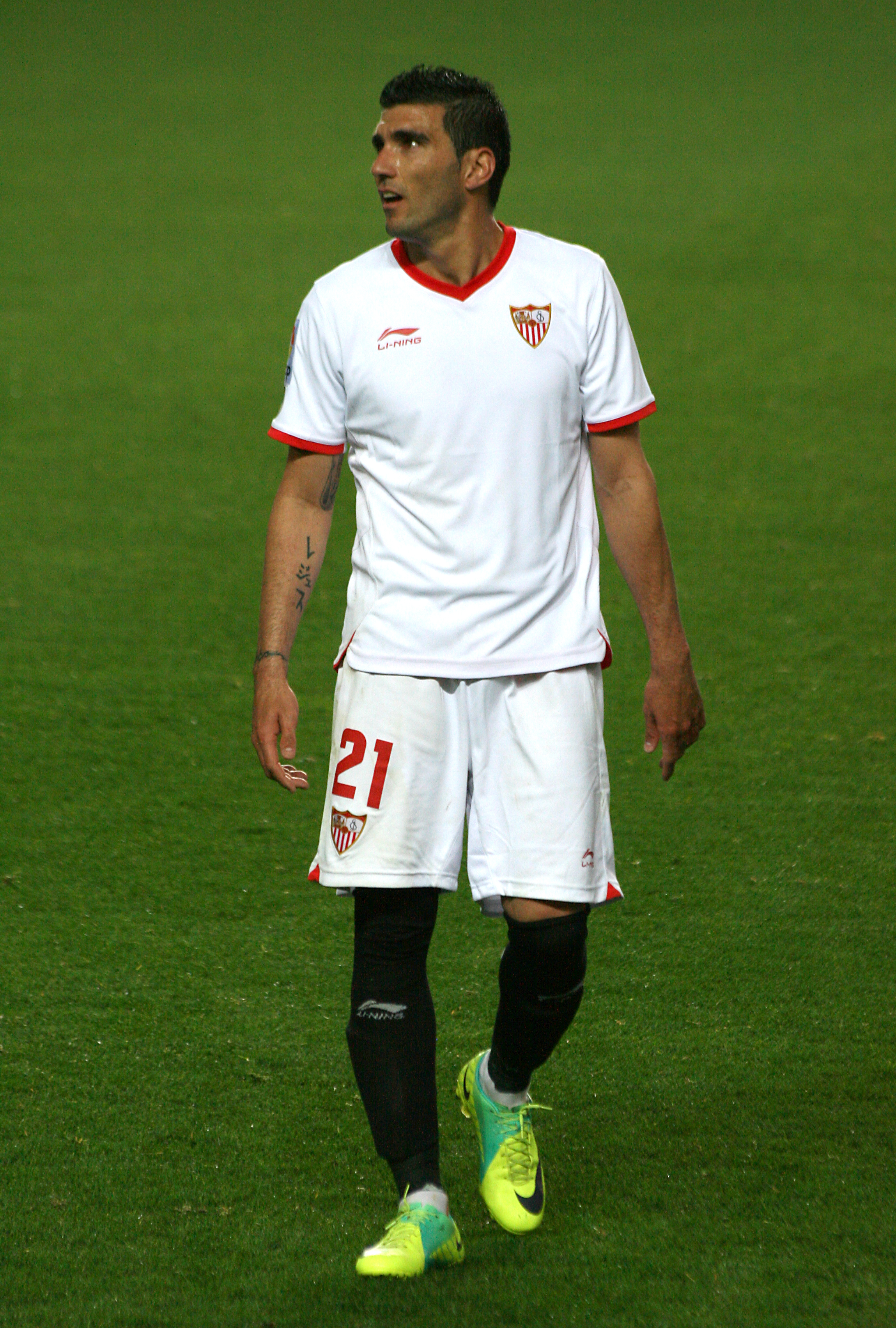
Jose Antonio Reyes, fotbalist spaniol

- 1035: Simeon de Trier, călugăr bizantin stabilit în Germania (n. ca. 980)
- 1841: Nicolas Appert, inventator francez (n. 1749)
- 1846: Papa Grigore al XVI-lea (n. 1765)
- 1868: James Buchanan, politician american, al 15-lea președinte al Statelor Unite ale Americii (1857-1861), (n. 1791)
- 1893: António Carvalho de Silva Porto, pictor portughez (n. 1850)
- 1938: Gustav Kisch, filolog sas, membru de onoare al Academiei Române (n. 1869)
- 1943: Leslie Howard, actor englez (n. 1893)
- 1946: Ion Antonescu, mareșal, politician român, prim-ministru și lider al României în timpul celui de-Al Doilea Război Mondial (1940-1944), (executat) (n. 1882)
- 1946: Mihai Antonescu, avocat și politician român, viceprim-ministru și ministru de externe al României (1941-1944), (executat) (n. 1904)
- 1946: Constantin Z. Vasiliu, general român (executat) (n. 1882)
- 1946: Gheorghe Alexianu, politician român (executat) (n. 1897)
- 1962: Adolf Eichmann, oficial german nazist (executat) (n. 1906)
- 1979: Werner Forssmann, chirurg german, laureat al Premiului Nobel pentru Medicină în 1956 (n. 1904)
- 1986: Nicolae Mladin, mitropolit ortodox al Ardealului (n. 1914)
- 2002: Costache Agafiței, pictor și grafician român (n. 1908)
- 2008: Yves Saint-Laurent, designer de modă francez (n. 1936)
- 2019: Jose Antonio Reyes, fotbalist spaniol (n. 1983)
- 2019: Michel Serres, filosof francez (n. 1930)
- 2020: Vladimir Zamfirescu, pictor și desenator român (n. 1936)
- 2021: Prințul Amedeo, Duce de Aosta, pretendent la șefia Casei de Savoia, familia regală care a condus Italia între 1861 și 1946 (n. 1943)

## Sărbători
- Sf. Mc. Justin Martirul și Filosoful; Sf. Mucenici Hariton, Firm și Valerian (calendar ortodox)
- Ziua Internațională a Copilului
- Samoa: Ziua națională. Aniversarea proclamării independenței (1962)
- Wikipedia: Ziua Brion Vibber